# Shigeyoshi Mochizuki
Shigeyoshi Mochizuki (望月 重良, Mochizuki Shigeyoshi, Shizuoka, 9 juli 1973) is een Japans voormalig voetballer die als middenvelder speelde.

## Carrière
Shigeyoshi Mochizuki speelde tussen 1996 en 2006 voor Nagoya Grampus Eight, Kyoto Purple Sanga, Vissel Kobe, JEF United Ichihara, Vegalta Sendai en Yokohama FC.

## Japans voetbalelftal
Shigeyoshi Mochizuki debuteerde in 1997 in het Japans nationaal elftal en speelde 15 interlands, waarin hij 1 keer scoorde.

## Statistieken
| Japans voetbalelftal | Japans voetbalelftal | Japans voetbalelftal |
| Jaar                 | Wed.                 | Dlp.                 |
| -------------------- | -------------------- | -------------------- |
| 1997                 | 2                    | 0                    |
| 1998                 | 1                    | 0                    |
| 1999                 | 2                    | 0                    |
| 2000                 | 9                    | 1                    |
| 2001                 | 1                    | 0                    |
| Totaal               | 15                   | 1                    |